# Grosvenoria
Grosvenoria es un género de plantas fanerógamas perteneciente a la familia de las asteráceas. Comprende 7 especies descritas y  solo 6 aceptadas. Se encuentra en Sudamérica en el centro de Ecuador y norte de Perú.

## Taxonomía
El género fue descrito por R.M.King & H.Rob. y publicado en Phytologia 30: 221. 1975.

## Especies aceptadas
A continuación se brinda un listado de las especies del género Grosvenoria aceptadas hasta junio de 2012, ordenadas alfabéticamente. Para cada una se indica el nombre binomial seguido del autor, abreviado según las convenciones y usos.
Son arbustos y pequeños árboles nativos de los Andes, desde el centro de Ecuador hasta el norte del Perú en alturas de 2700 a 3700 m s. n. m.

## Especies
- Grosvenoria campii R.M.King & H.Rob.
- Grosvenoria hypargyra (B.L.Rob.) R.M.King & H.Rob.
- Grosvenoria jelskii (Hieron.) R.M.King & H.Rob.
- Grosvenoria lopezii H.Rob.
- Grosvenoria rimbachii (B.L.Rob.) R.M.King & H.Rob.
- Grosvenoria zamorensis H.Rob.